# Teinobasis budeni
Teinobasis budeni là một loài chuồn chuồn kim trong họ Coenagrionidae.
Teinobasis budeni được miêu tả khoa học năm 2003 bởi Paulson.